# Kari Matchett

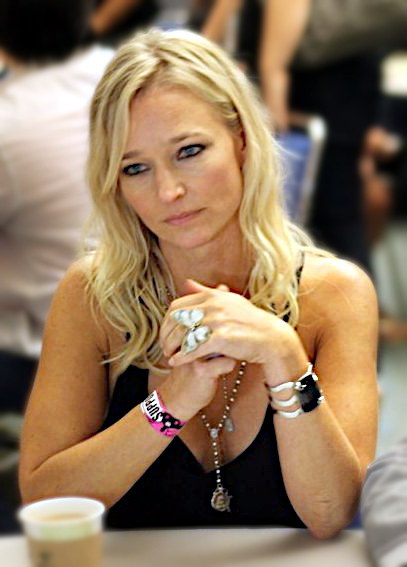
Kari Matchett an der Comic-Con 2011

Kari Matchett (* 25. März 1970 in Spalding, Saskatchewan) ist eine kanadische Schauspielerin.

## Leben
Kari Matchett wurde in Spalding, einer kleinen abseits gelegenen Ortschaft in Saskatchewan geboren. Mit sieben Jahren zog sie mit ihren Eltern nach Lethbridge, Alberta, wo sie diverse Schulkurse für Tanz, Musik und Schauspielerei besuchte. Hier festigte sich auch ihr Wunsch Schauspielerin zu werden. Zu dem Zeitpunkt war sie 12 Jahre alt.
Nach einem erneuten Umzug nach Red Deer und dem Besuch des dortigen Colleges wurde sie Studentin am renommierten National Theatre School of Canada in Montreal. Bei der Aufnahme hatte sie schon viel Glück, da sich die Universität das Recht vorbehält lediglich 13 Studenten pro Jahr aus über 1000 Bewerbern aufzunehmen. Im Rahmen ihres Studiums war sie Austauschstudentin an einer Moskauer Theaterschule.
Erste Bühnenerfahrung sammelte Matchett in Stratford, ehe sie in diversen kleinen Rollen in Fernsehproduktionen mitwirkte. So auch in der Fernsehserie John Woo's Die Unfassbaren (Once A Thief), wo sie von Bill Laurin – einem der Produzenten der Serie – für ein Casting seiner neuen Fernsehserie Power Play eingeladen wurde. Für diese Rolle erhielt sie zwei Gemini Award Nominierungen, dem kanadischen Emmy Award.
Bekanntheit erlangte sie vor allem durch die Fernsehserie Invasion und den Kinofilm Cube 2: Hypercube. Sie spielte ebenfalls in der fünfteiligen Fernsehserie 5ive Days to Midnight mit. Danach war sie in der sechsten Staffel von 24 zu sehen. Zudem übernahm sie eine wiederkehrende Gastrolle in der 14. Staffel von Emergency Room – Die Notaufnahme. Von 2010 bis 2014 war sie in der Rolle als Joan Campbell in der Serie Covert Affairs zu sehen. Eine weitere wiederkehrende Gastrolle hat sie in der Serie Leverage als Maggie Collins, die Ex-Frau des Hauptdarstellers Nathan Ford.

## Filmografie (Auswahl)
- 1997: PSI Factor – Es geschieht jeden Tag (PSI Factor: Chronicles of the Paranormal, Fernsehserie, eine Folge)
- 1998: Poltergeist – Die unheimliche Macht (Poltergeist: The Legacy, Fernsehserie, eine Folge)
- 1998: Mission Erde – Sie sind unter uns (Earth: Final Conflict, Fernsehserie, 7 Folgen)
- 2001: A Colder Kind of Death (Fernsehfilm)
- 2001: Angel Eyes
- 2002: Cube 2: Hypercube
- 2002: Cypher
- 2002: 19 Months
- 2002: Men with Brooms
- 2003: Betrayed (Fernsehfilm)
- 2004: Wonderfalls (Fernsehserie, 4 Folgen)
- 2004: 5ive Days to Midnight (Fernsehserie, 5 Folgen)
- 2004: Liebesgrüße vom Weihnachtsmann (A Very Married Christmas, Fernsehfilm)
- 2005: Invasion (Fernsehserie, 22 Folgen)
- 2005: Plague City: SARS in Toronto (Fernsehfilm)
- 2006: Intimate Stranger (Fernsehfilm)
- 2006: Civic Duty
- 2006: Shark (Fernsehserie, eine Folge)
- 2007: 24 (Fernsehserie, 10 Folgen)
- 2007: Studio 60 on the Sunset Strip (Fernsehserie, 5 Folgen)
- 2007–2008: Emergency Room – Die Notaufnahme (ER, Fernsehserie, 5 Folgen)
- 2008: Criminal Minds (Fernsehserie, eine Folge)
- 2008: Alles Betty! (Ugly Betty, Fernsehserie, eine Folge)
- 2009: L.A. Crash (Fernsehserie, 6 Folgen)
- 2009: Flashpoint – Das Spezialkommando (Flashpoint, Fernsehserie, eine Folge)
- 2009: Die Reise des Weihnachtsbaums (The National Tree, Fernsehfilm)
- 2009–2012: Leverage (Fernsehserie, 4 Folgen)
- 2010: Meteor Storm (Fernsehfilm)
- 2010–2014: Covert Affairs (Fernsehserie, 75 Folgen)
- 2011: The Tree of Life
- 2012: The Riverbank
- 2012: Saving Hope (Fernsehserie, eine Folge)
- 2013: Elementary (Fernsehserie, eine Folge)
- 2015: Lead with Your Heart (Fernsehfilm)
- 2015: Murdoch Mysteries (Fernsehserie, eine Folge)
- 2016: Maudie
- 2017: Heartland – Paradies für Pferde (Heartland, Fernsehserie, eine Folge)
- 2018: Weihnachten in Christmas Creek (Return to Christmas Creek)
- 2018: Into Invisible Light
- 2018: The Detail (Fernsehserie, eine Folge)
- 2019: Mad Mom (Fernsehfilm)
- 2019: Ransom (Fernsehserie, eine Folge)
- 2019: Code 8
- 2020: Fortunate Son (Fernsehserie, 8 Folgen)
- 2020: 2 Hearts
- 2021: Hudson & Rex (Fernsehserie, eine Folge)
- 2021: Charmed (Fernsehserie, eine Folge)
- 2021: Supergirl (Fernsehserie, 2 Folgen)
- 2021: A Million Little Things (Fernsehserie, 4 Folgen)
- 2023–2025: The Night Agent (Fernsehserie, 7 Folgen)
- 2023: Hailey Rose
- 2024: Code 8 – Teil II (Code 8: Part II)
- 2025: The Hunting Party (Fernsehserie)

## Auszeichnungen
- 2001: Nominierung ACTRA Award für A Nero Wolfe Mystery
- 2001: Gemini Award für Blue Murder
- 2000: Nominierung Gemini Award für A Colder Kind of Death
- 2000: Nominierung Gemini Award für Power Play